# Trutnov hlavní nádraží
Trutnov hlavní nádraží je železniční stanice v Trutnově, druhém největším městě Královéhradeckého kraje, nedaleko nábřeží řeky Úpy. Leží v km 124,765 trati Trutnov hl. n. - Chlumec n. Cidlinou, v km 124,765 trati Jaroměř – Trutnov hl. n. a v km 0,000 trati Trutnov hl.n. – Svoboda nad Úpou.

## Historie
Stanice byla vystavěna Rakouskou severozápadní dráhou (ÖNWB), první výkop byl proveden 6. března 1869. Autorem univerzalizované podoby stanice pro celou dráhu byl architekt Carl Schlimp. V Trutnově již existovala železniční stanice Trutnov v majetku Jihoseveroněmecké spojovací dráhy, ta byla po propojení a zahájení pravidelného provozu v říjnu 1870 přejmenována na Poříčí (od roku 1947 pak Trutnov-střed).
21. prosince téhož roku byla otevřena trať do Kunčic nad Labem a na trati se objevily první smíšené vlaky (souprava o osobních i nákladních vagónech). Vzhledem k nedaleké hranici s Pruskem fungoval od počátku ve stanici celní úřad. Na celé nové trati jezdily v době zbudování nádraží tři dvojice smíšených vlaků denně. Roku 1873 rozhodla ÖNWB o zřízení železničních strojíren kvůli přetížení v depu ve Velkém Oseku.
Po prodloužení železnice z Kunčic směrem na Svobodu nad Úpou v roce 1871 sloužila stanice Trutnov k přestupu cestujícím do Janských Lázní. Na počátku nového století tu jezdilo již 12 až 16 vlaků denně a roční obrat cestujících byl tehdy v Trutnově 560 000 osob.
V roce 2008 získalo trutnovské nádraží ocenění Nejkrásnější nádraží roku.
Nedaleko stanice na opačném břehu Úpy je umístěno městské autobusové nádraží.

## Popis stanice
Stanice disponuje celkem osmi dopravními kolejemi. Ve stanici jsou celkem čtyři jednostranná nástupiště (č. 1 o délce 217 m u koleje č. 3, č. 2 o délce 227 m u koleje č. 1, č. 3 o délce 217 m u koleje č. 2 a č. 4 o délce 200 m u koleje č. 4), všechna mají výšku nástupní hrany ve výšce 300 mm nad temenem kolejnice. Příchod na nástupiště je umožněn pomocí přechodů přes koleje.
Stanice je vybavena mechanický zabezpečovacím zařízením bez závislosti světelných návěstidel na poloze výhybek. Výhybky jsou přestavovány ručně staničními dozorci ze tří stavědel (označených St I, St II a St III) a jsou zajištěny výměnovými zámky.
Provoz v úseku Trutnov hl. n. - Pilníkov je zabezpečován telefonickým dorozumíváním, traťový úsek směr Trutnov střed je vybaven automatickým hradlem bez oddílových návěstidel. Trať Trutnov hl. n. - Svoboda nad Úpou není vybavena traťovým zabezpečovacím zařízením.